# Wiener Sängerknaben
Die Wiener Sängerknaben sind ein bekannter Knabenchor und eine Institution des Wiener Musiklebens, bestehend aus insgesamt vier Einzelchören.

## Geschichte
Die Sängerknaben stehen in der Tradition der Hofsängerknaben (Hofcapell-Singknaben), die am 30. Juni 1498 vom deutschen König und späteren Kaiser Maximilian I. mit der Verlegung des Hofes von Innsbruck nach Wien begründet wurden. Keimzelle waren die viel älteren Wiltener Sängerknaben. Von denen hat Maximilian ein paar nach Wien mitgenommen. Sie standen unter der Leitung des vormaligen Kantors Georg von Slatkonia, der ab diesem Zeitpunkt auch Leiter der Wiener Hofmusikkapelle war. Die Aufgabe des Chores, dem auf Anordnung Maximilians sechs Knaben angehören sollten und der später auf 14 bis 20 Knaben erweitert wurde, war die musikalische Gestaltung der Heiligen Messe. Bis 1918 musizierte die Hofmusikkapelle ausschließlich für den Hof, bei Messen, privaten Festen und zu Staatsanlässen. 1920 wurde die Wiener Hofmusikkapelle aufgelöst, doch der damalige Rektor Josef Schnitt setzte sich für eine Fortführung der Tradition ein. 1924 wurden die Wiener Sängerknaben offiziell als Verein gegründet und bis heute zu einem professionellen Musikbetrieb ausgebaut.
1963 wurde der Verein der Wiener Sängerknaben gemeinsam mit anderen Gruppierungen mit dem Karl-Renner-Preis ausgezeichnet.
Mozart war im Unterschied zu Franz Schubert kein Wiener Sängerknabe, hat aber mit dem Chor musiziert, so wie zahlreiche andere Künstler der jüngeren Zeit, etwa Bruno Walter, Wilhelm Furtwängler, Herbert von Karajan, Riccardo Muti, Zubin Mehta, Nikolaus Harnoncourt, Kent Nagano, Pierre Boulez, Seiji Ozawa und Mariss Jansons.
Heute setzen sich die Elite-Knabenchöre, die zu den renommiertesten und bekanntesten Chören der Welt zählen, vornehmlich aus Österreichern, aber auch aus Kindern aus anderen europäischen und außereuropäischen Nationen zusammen. Weltweit geben die Wiener Sängerknaben jährlich um die 300 Konzerte.
Neben den traditionellen Diensten in der Wiener Hofburgkapelle begeben sich die Wiener Sängerknaben, die sich zum größten Teil selbst durch Auftritte und Tonträger finanzieren, mehrmals jährlich auf Konzerttourneen, die vielfach über Sponsoren, aber auch durch Förderungen seitens der Republik Österreich und der Stadt Wien finanziert werden. Tradition haben die jährlichen Besuche der Wiener Sängerknaben in den USA und Japan, wo sie sich besonderer Beliebtheit erfreuen. Ferner reisen sie regelmäßig in die Volksrepublik China, nach Taiwan, Singapur und Südkorea, in den arabischen Raum sowie nach Australien, Südamerika und in europäische Staaten. Seltener finden Tourneen nach Südafrika und Ozeanien statt. Die Wiener Sängerknaben gelten als eine der wichtigsten kulturellen Institutionen Österreichs. Von Politikern gern als „jüngste Botschafter Österreichs“ bezeichnet, sind sie ein Aushängeschild Österreichs in der Welt.
2023 wurden die Wiener Sängerknaben mit dem Europäischen Kulturpreis ausgezeichnet.

## Chöre

### Wiener Sängerknaben
Anders als die meisten anderen Knabenchöre sind die Wiener Sängerknaben nicht vollstimmig mit Sopran, Alt, Tenor und Bass besetzt, sondern verfügen ausschließlich über Sopran- und Altstimmen. Der Chorus Viennensis bzw. die Choralschola der Wiener Hofburgkapelle (bestehend ausschließlich aus ehemaligen Wiener Sängerknaben) ergänzt bei Konzerten und Aufnahmen die Tenor- und Bassstimmen.
Heute gibt es zirka 100 Wiener Sängerknaben, aufgeteilt auf vier Chöre. Die Chöre sind nach den österreichischen Komponisten Bruckner, Haydn, Mozart und Schubert benannt. Diese Bezeichnungen sind allerdings nur intern gebräuchlich, nach außen treten sie immer als Die Wiener Sängerknaben auf. Der Chor tritt international stets unter der Bezeichnung in der jeweiligen Landessprache auf (z. B. auf Englisch als Vienna Boys’ Choir oder auf Spanisch als Niños Cantores de Viena). Zu jedem Chor gehören 24 Mitglieder im Alter von 10 bis 14 Jahren. Jeder der vier Chöre studiert sein Repertoire unabhängig von den anderen ein.

### Wiener Chormädchen
2004 wurden die Wiener Chormädchen gegründet. Sie erhalten die gleiche Ausbildung wie die Sängerknaben. Der Chor tritt selbständig auf.

### Chorus Viennensis
1952 wurde der Chorus Viennensis gegründet, ein Männerchor, in dem ausschließlich ehemalige Wiener Sängerknaben singen und der häufig mit den Wiener Sängerknaben zusammenarbeitet. Seit 2018 ist Michael Schneider künstlerischer Leiter. Neben den Vereinsversammlungen halten die Wiener Sängerknaben auch offizielle und inoffizielle Treffen der ehemaligen Wiener Sängerknaben ab.

### Chorus Juventus
Aus den Schülern des Oberstufenrealgymnasiums besteht der Chorus Juventus, ein vollstimmiger Chor, der im Rahmen des Schulunterrichts probt. Der Chor trat schon in der Stadthalle Wien und bei der langen Nacht der Kirchen auf. Seit der Gründung des Chores 2010 betreute Chorleiter und Komponist Raoul Gehringer den Chor, von 2013 bis 2017 Norbert Brandauer und seit September 2017 Michael Grohotolsky.
Der Chor unterscheidet sich von einem herkömmlichen Schulchor in erster Linie durch den selbstgestellten Anspruch: Im Umfeld der Wiener Sängerknaben möchte er sich nicht mit durchschnittlichen Leistungen zufriedengeben. Drei Mal pro Woche wird je zwei Stunden geprobt, dazu kommen noch zwei Stunden Einzelstimmbildung für jeden Schüler. Neben den öffentlichen Konzerten gibt es auch hausinterne Klassenabende, bei denen die Mitglieder in Solovorträgen ihre Fortschritte unter Beweis stellen.
Seinen Namen erhielt der Chor im Schuljahr 2012/13. In diesem Jahr wurde auch die neue Chorkleidung festgelegt. Je nach Konzert tritt der Chor in Weiß oder in bunten Polos auf, die auf der linken Brustseite das Logo der Wiener Sängerknaben, umrahmt vom Schriftzug „Chorus Juventus“, tragen.

## Leitung
Rechtlich sind die Wiener Sängerknaben ein gemeinnütziger, privater Verein von etwa 100 Mitgliedern. Die Mitgliedschaft im Verein steht nur ehemaligen Wiener Sängerknaben offen. Die Vereinsmitglieder wählen den Vorstand und den Präsidenten. Eugen Jesser war von 2001 bis 2008 Präsident der Wiener Sängerknaben, von Juni 2008 an hatte Walter Nettig dieses Amt inne und von September 2013 bis Dezember 2022 war es Gerald Wirth. Der Präsident vertritt den Verein, gemeinsam mit dem ersten oder dem zweiten Vizepräsidenten, in allen Angelegenheiten nach innen und außen: Erster Vizepräsident war von 2012 bis 2022 Arthur Trainacher, zweiter Vizepräsident war Wolfgang Nowak. In der ordentlichen Hauptversammlung im November 2022 wurde ein neues Gremium gewählt: Neuer Präsident seit 1. Dezember 2022 ist Erich Arthold, Erster Vizepräsident Gregor Morawetz und Zweiter Vizepräsident Volker Dienst.
Der Vereinsleitung nachgeordnet sind der administrative Leiter, der künstlerische Leiter, der wiederum allen Chorleitern (Kapellmeistern) vorsteht, und der pädagogische Leiter, zugleich Schulleiter des Gymnasiums. Des Weiteren gibt es einen Internatsleiter für das Internat und eine Direktorin für die Volksschule (Elisabeth Ondraschek). Seit 2001 ist Gerald Wirth, der als Kind selbst Wiener Sängerknabe war, künstlerischer Leiter der Wiener Sängerknaben. Von 2003 bis 2017 hatte Markus Blauensteiner die Leitung des Gymnasiums inne (seit Jänner 2013 ist Blauensteiner auch Ehrenmitglied der Wiener Sängerknaben). Mit dem Schuljahr 2017/18 hat Hans-Christian Granaas die Schulleitung des Gymnasiums übernommen. Der administrativen Leitung stehen derzeit Thomas Pototschnig und Michael Heider vor.

## Erscheinungsbild

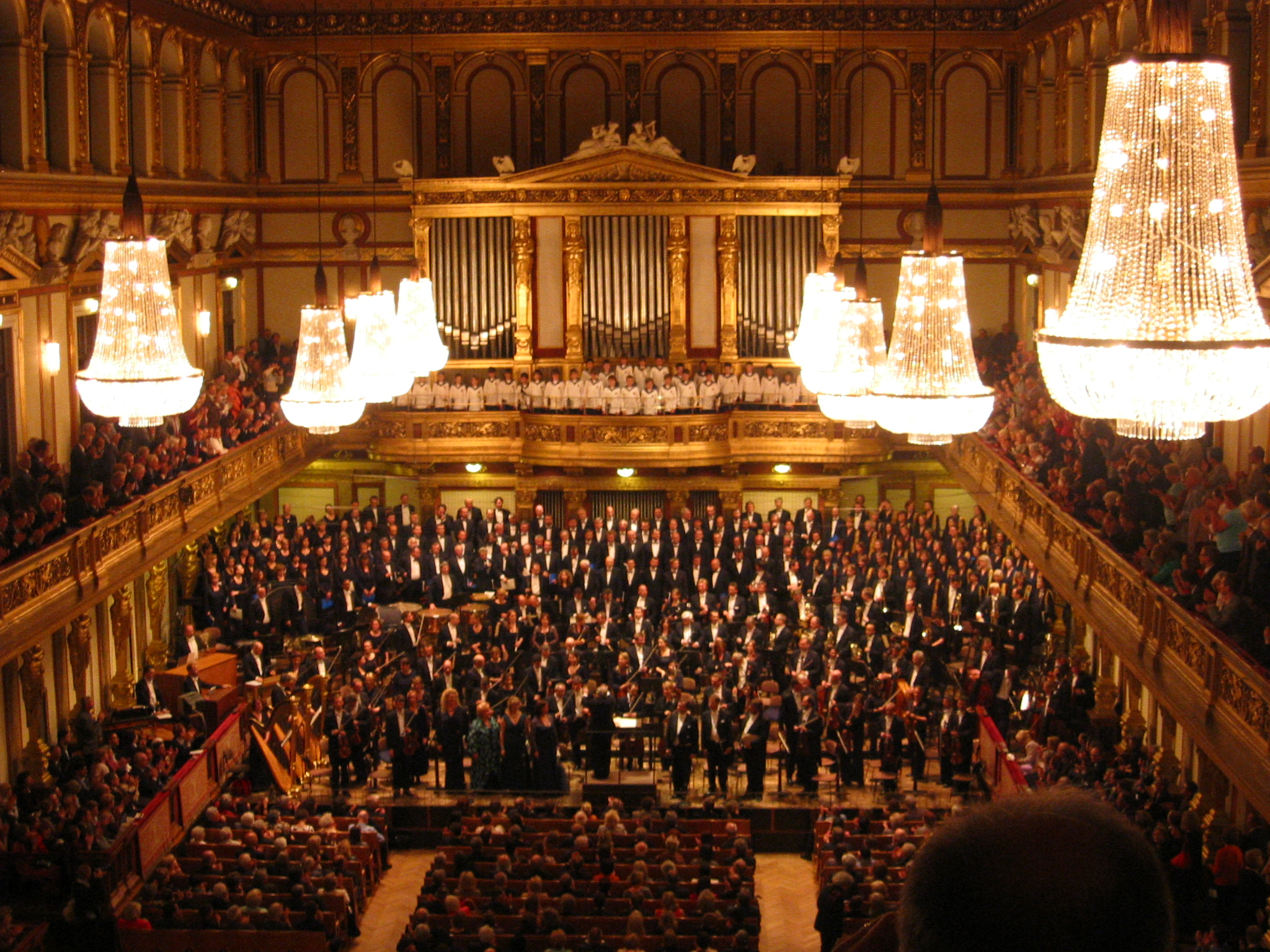
Wiener Sängerknaben in „Gala-Uniform“ auf der Empore vor der Orgel bei einer Aufführung im Musikvereinsaal in Wien

Unverkennbar sind die Wiener Sängerknaben durch ihren Matrosenanzug, der seit 1924 die offizielle Chorkleidung ist. Auf Fotos aus der k.u.k.-Zeit sind die Knaben noch in militärischen Uniformen und mit Säbeln abgebildet. Der Grund für die Auftritte in Matrosenuniformen liegt darin, dass es zu Beginn des 20. Jahrhunderts in bürgerlichen Familien üblich war, Kinder in Matrosenanzüge zu kleiden. Die Uniform gibt es in zwei Ausführungen: Die blaue Uniform wird auf Reisen, bei offiziellen Presseterminen und für Auftritte in sakralen Aufführungstätten verwendet, der weiße, besonders festliche Matrosenanzug, auch Gala-Uniform genannt, für abendliche Auftritte in Konzertsälen mit klassischem Programm – etwa gemeinsam mit den Wiener Philharmonikern, den Wiener Symphonikern oder anderen großen Orchestern im Goldenen Saal des Wiener Musikvereinsgebäudes oder im Wiener Konzerthaus.
Beide Uniformen zeigen auf der linken Brustseite das Wappen der Republik Österreich (schwarzer Adler mit rot-weiß-rotem Bindenschild auf weißem Hintergrund). Die Wiener Sängerknaben tragen das Wappen seit 1961, was auf eine Anregung von Walt Disney zurückzuführen ist. Die Uniformen werden in der hauseigenen Schneiderei gefertigt. Die Kappen kommen aus der Wiener Kappenfabrik Marie Slama & Sohn, die Schneiderei fügt das Mützenband und die Kokarde hinzu.
Bei einem Konzert in der Spanischen Hofreitschule am 2. Oktober 2015 traten die Wiener Sängerknaben im zweiten Teil des Konzertes nach 97 Jahren erstmals wieder in der mitternachtsblauen historischen k.u.k. Kadettenuniform auf. Diese Uniformen wurden nach historischem Vorbild geschneidert.

## Schule und Internat
Die aktiven Wiener Sängerknaben leben in einem Internat, auch wenn sie in Wien wohnhaft sind. Sie besuchen ihr eigenes privates Realgymnasium mit Latein als Freifach. Im Schuljahr 2000/2001 wurde ihm das Öffentlichkeitsrecht verliehen, davor waren halbjährlich Externistenprüfungen im BGRG 8 Albertgasse zu absolvieren. Jeder Chor verbringt im Sommer vier Wochen in Sekirn in Kärnten, wo die Sängerknaben ein Feriendomizil am Wörthersee besitzen.
Der Verein der Wiener Sängerknaben betreut in Kooperation mit der Gemeinde Wien einen Kindergarten und betreibt eine eigene Volksschule, die auch für Mädchen zugänglich ist. Um als aktive Wiener Sängerknaben in einen der vier Chöre und in das hauseigene Gymnasium aufgenommen zu werden, müssen die Kinder spätestens ein Jahr vor der Aufnahme, also mit zehn Jahren in der 4. Klasse, die Volksschule der Wiener Sängerknaben besuchen. Allerdings gibt es Ausnahmen für besonders begabte Kandidaten. Das Unterstufengymnasium kann – im Unterschied zu den anderen Bildungseinrichtungen des Chores – ausschließlich von den aktiven Wiener Sängerknaben besucht werden. Beginnend mit dem Schuljahr 2023/24 wurde die Unterstufe für Mädchen geöffnet.
Neben der schulischen Ausbildung absolviert jeder Chor jährlich zumindest eine mehrmonatige Konzerttournee, auf der die Knaben von einem Kapellmeister, zwei Erziehern und einem Tourmanager begleitet werden. Während der Tourneen findet kein Schulunterricht statt. Um diese Zeiten auszugleichen, wird der Unterricht konzentriert in Kleingruppen durchgeführt. Ein besonderer Schwerpunkt liegt auf der täglichen zweistündigen Probenarbeit mit den jeweiligen Chormitgliedern. Die Knaben erhalten so bereits in jungen Jahren eine solide musikalische Ausbildung.
Seit 2010 bieten die Sängerknaben auch ein Oberstufen-Gymnasium mit Schwerpunkt Vokalmusik an, das allen Bewerbern (nicht nur ehemaligen Wiener Sängerknaben) offensteht. Die Oberstufe der Wiener Sängerknaben ist ebenfalls im Augartenpalais untergebracht; sie ist ein Schulversuch. Der Lehrplan ist mit der Universität für Musik Wien und dem Mozarteum Salzburg abgestimmt und soll auf ein musikalisches Hochschulstudium vorbereiten. Damit bieten die Wiener Sängerknaben eine durchgehende Ausbildung vom Kindergarten bis zur Matura.
Im Rahmen eines Leistungsaustauschvertrages übernimmt die Republik Österreich im Gegenzug für Staatsauftritte die Kosten für das schulische Lehrpersonal des privaten Gymnasiums und Oberstufenrealgymnasiums.

## Gebäude

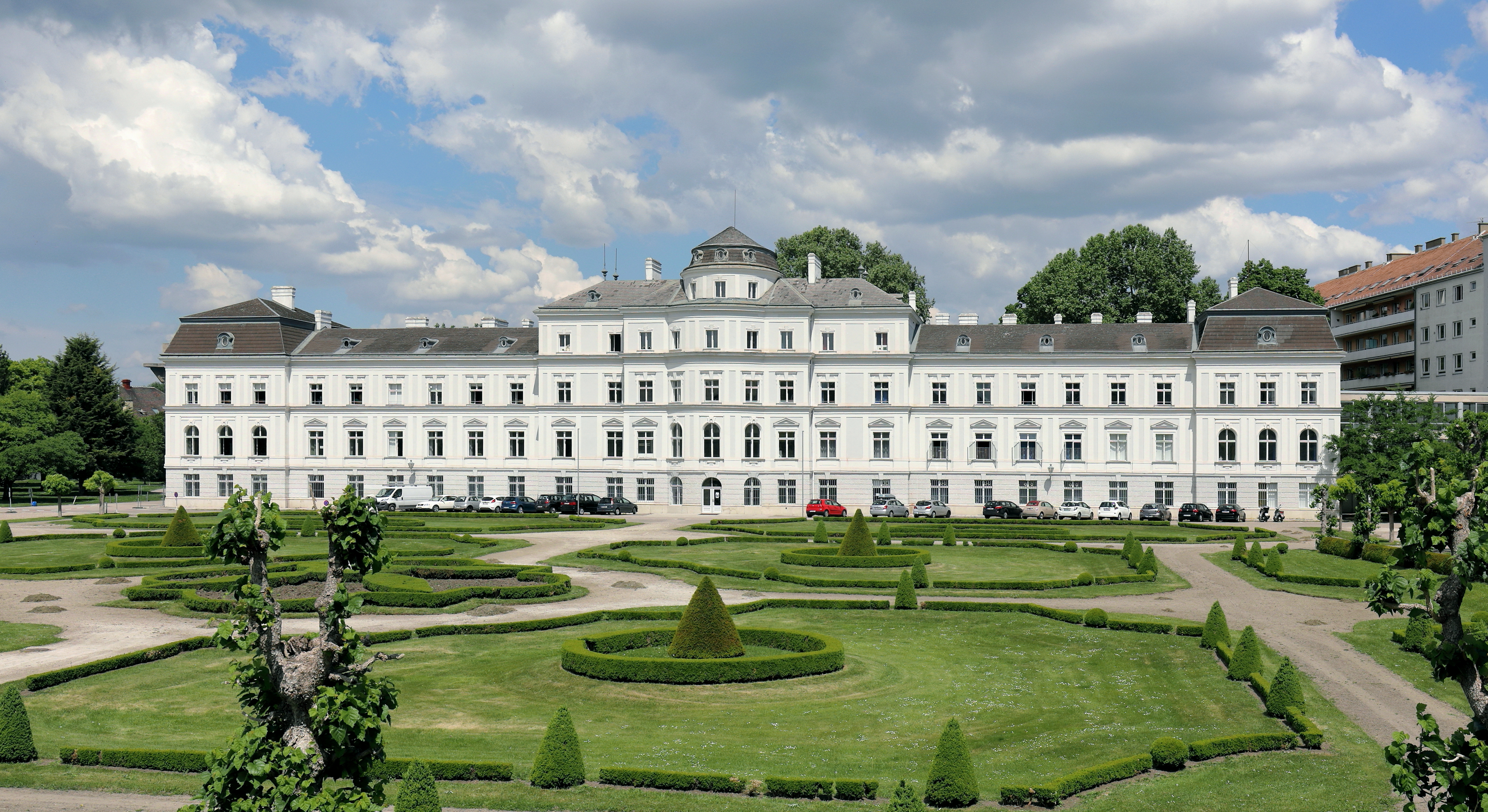
Palais Augarten

Als Stammsitz und Internat dient dem Chor seit 1948 das Palais im Wiener Augarten, dem ehemaligen persönlichen Jagdgebiet des österreichischen Herrscherhauses im heutigen zweiten Wiener Gemeindebezirk, das schon im Jahr 1775 von Kaiser Josef II. für die Öffentlichkeit teilweise freigegeben wurde. Hier befinden sich das Realgymnasium, die vier Probenräume der Chöre und ein szenischer Proberaum. Weiters gibt es einen weitläufigen Park, ein Schwimmbad, Fußballplätze, einen Volleyballplatz, einen Basketballplatz und einen Turnsaal. Des Weiteren beherbergt das Palais Augarten die Internatsräume und die Freizeiträume der Knaben. Auch die administrative und künstlerische Leitung ist im Palais Augarten untergebracht, ebenso die hauseigene Kostüm- und Uniformschneiderei.
Im Mitteltrakt des Hauses befinden sich repräsentative Räumlichkeiten (der Salon) für Hauskonzerte und die aus vielen Foto- und Filmaufnahmen der Knaben bekannte Prunkstiege. In den originalgetreuen Räumen werden oft hohe Staatsgäste empfangen. In einem Neubau, der mit dem Palais über einen Durchgang verbunden ist, befinden sich die Privatzimmer und Freizeiträume der Buben, die Internatsküche, der Speisesaal und die Sporträume.
Die Volksschule und der Kindergarten der Wiener Sängerknaben sind in einem eigenen Gebäude im Parkgelände der Wiener Sängerknaben (Josefstöckl) untergebracht.
Am Augartenspitz, der an das Parkgelände des Chores angrenzt, entstand für die Sängerknaben der Konzertsaal „MuTh“ (abgekürzt für Musik und Theater) für 400 Besucher, der unter anderem für Proben und Aufführungen der Kinder genutzt werden kann. Er wurde am 9. Dezember 2012 mit einem Festkonzert unter Beteiligung der Wiener Philharmoniker unter dem Dirigat von Franz Welser-Möst eröffnet. Der Konzertsaal wurde durch den Generalsponsor der Wiener Sängerknaben POK Pühringer Privatstiftung finanziert.
Gegen die Konzerthalle gab es teilweise Widerstände von Anrainern und Aktivisten. Eine Gruppe von Protestierenden hielt das Grundstück monatelang besetzt. Der Augarten, eine der ältesten barocken Parkanlagen Europas und eines der größten Wiener Erholungsgebiete, gehört der Republik Österreich und ist zum Großteil für die Bevölkerung frei zugänglich. Die Protestierenden fürchteten eine weitere Vereinnahmung des Augartens durch die Wiener Sängerknaben. Die Bereiche des Chores sind von den Wiener Sängerknaben gemietet und für die Öffentlichkeit nicht zugänglich.
Seit Ende der 1950er Jahre besitzen die Sängerknaben ein vor allem im Sommer genutztes Seegrundstück am Wörthersee in Sekirn. Im Juli 2019 wurden Pläne bekannt, das Areal öffentlich zugänglich zu machen, beispielsweise im Rahmen von Kulturveranstaltungen.

## Missbrauchsvorwürfe
Im März 2010 erhoben zwei ehemalige Sängerknaben in der Presse Vorwürfe wegen sexueller oder gewaltsamer Übergriffe in den 1960er und 1980er Jahren. Die Wiener Sängerknaben sagten eine gründliche Auseinandersetzung mit den Vorwürfen zu und richteten eine Hotline für Betroffene ein. Innerhalb eines Jahres wurden insgesamt 21 Fälle bekannt, überwiegend aus den 1940er bis 1970er Jahren. Die meisten davon betrafen Vorfälle, die sich zwischen Buben abgespielt hatten. Strafrechtliche Konsequenzen gab es nicht. Der Elternverein sprach den Sängerknaben sein Vertrauen aus und lobte den professionellen Umgang mit den Vorwürfen. Die Hotline, deren Arbeit durch unabhängige Professionisten und Experten unterstützt wird, bleibt als Dauereinrichtung bestehen.

## Film
Im österreichischen Heimatmelodram Der schönste Tag meines Lebens von 1957 stehen im Mittelpunkt der Handlung die Wiener Sängerknaben. Sie sind mehrfach zu sehen und zu hören. Auch in anderen Spielfilmen seit den 1930er bis zu den 1960er Jahren waren sie im Kino zu sehen.

### Filmografie (Auswahl)
- 1933: Leise flehen meine Lieder
- 1935: The Big Broadcast of 1936
- 1937: Der Pfarrer von Kirchfeld
- 1945: Im Banne des Monte Miracolo
- 1949: Eroica
- 1956: Alpenglühn im Wetterstein
- 1957: Der schönste Tag meines Lebens
- 1959: Wenn die Glocken hell erklingen
- 1960: Das große Wunschkonzert
- 1962: Ein Gruß aus Wien (Almost Angels)

## Ehemalige Wiener Sängerknaben (und Hofsängerknaben)
| - Heinz Adamek, Jurist und Universitätsdirektor - Sean Michael Azucena, Tenor und Gesangspädagoge - Norbert Balatsch, Chorleiter der Bayreuther Festspiele - Erwin Belakowitsch, Bariton - Ludwig Blochberger, Schauspieler - Herbert Böck, Chorleiter, Dirigent, Chefdirigent des Wiener Jeunesse Orchesters - Markus Butter, Opernsänger (Bariton) - Max Emanuel Cenčić, Sopran/ Countertenor - Karl-Michael Ebner, Opernsänger/ Intendant - Paul Armin Edelmann, Opernsänger - Kurt Equiluz, Kammersänger - Thomas Forstner, Popsänger - Helmuth Froschauer, Dirigent - Hannes Gellner, Filmregisseur - Michael Grohotolsky, Dirigent, Leiter des Wiener Kammerchores - HK Gruber, Komponist, Chansonnier, Kontrabassist, Dirigent - Friedrich Haider, Dirigent - Thomas Hangweyrer, Musikmanager - Bruno Hartl, Wiener Philharmoniker, Komponist - Emanuel Helige, Generalkonsul a. D., Ex-Sängerknaben-Vorstand - Adi Hirschal, Schauspieler - Peter Horton, Sänger, Gitarrist, Komponist, Autor - Ernst Jankowitsch, Sänger - Otto Jaus, Schauspieler, Sänger und Kabarettist - Erwin Jenisch, Musikpädagoge, Komponist - Fritz Karl, Schauspieler - Peter Kern, Schauspieler, Filmregisseur, Filmproduzent, Autor - Roland Kovac, Jazzmusiker und Komponist - Werner Krenn, Sänger und Schauspieler - Peter Kubelka, Filmregisseur - Matthias Liener, Sänger und Komponist - Herbert Lippert, Sänger - Guido Mancusi, Dirigent, Komponist, Ex-Sängerknaben-Vorstand - Peter Marschik, Dirigent - Lovro von Matačić, Dirigent, Komponist - Thomas May, ORF-Moderator - Franz Xaver Meyer, Dirigent - Steven Moeckel, Konzertmeister Phoenix Symphony Orchestra (USA) - Walter Nettig, Unternehmer, Ex-Präsident der Wiener Sängerknaben - Georg Nigl, Sänger - Erwin Ortner, Chorleiter - Ortwin Ottmaier, Wiener Philharmoniker, Ex-Sängerknaben-Vorstand - Roman Payer, Sänger - Robert Pensch, Komponist, Chorleiter - Gerhard Persché, Journalist - Johannes Prinz, Chorleiter des Wiener Singvereins - Arno Raunig, Sänger (Sopranist) - Peter Rapp, ORF-Moderator - Jonathan Reiner, Musiker - Herwig Reiter, Dirigent und Komponist - Gerhard Riedmann, Schauspieler - Aris Sas, Sänger und Schauspieler - Michael Scheickl, Musiker - Benjamin Schmidinger, Wiener Philharmoniker, Sängerknaben-Vorstand - Jörg Schneider, Tenor (Opernsänger) - Peter Schneider, Dirigent - Franz Schubert, Komponist - Christian Simonis, Dirigent - Karl Sollak, Dirigent - Stefan Soltész, Dirigent - Norbert Steger, Ex-Vizekanzler (FPÖ), Rechtsanwalt - Peter Svensson, bürgerl. Peter Hofmann, Sänger – Heldentenor - Walter Tautschnig, Direktor und Präsident der Wiener Sängerknaben - Uwe Theimer, Dirigent - Günther Theuring, Dirigent und Hochschullehrer - Georg Tintner, Dirigent, Komponist - Gerhard Track, Komponist, Dirigent - Arthur Trainacher, ORF-Moderator, Ex-Vizepräsident der Wiener Sängerknaben - Hubert Wallner, ORF-Moderator - Peter Weck, Schauspieler - Edwin Wendler, Komponist (Filmmusik) - Terry Wey, Sänger (Countertenor) - Gerald Wirth, Präsident und Künstlerischer Leiter der Wiener Sängerknaben - Carl Zeller, Komponist |

## Ehemalige Präsidenten, Chorleiter, Direktoren und Vorstände
- Albert Anglberger
- Norbert Balatsch
- Henk Bijvanck
- Josef Döller
- Franz Farnberger
- Helmuth Froschauer
- Hans Gillesberger
- Agnes Grossmann
- Ferdinand Grossmann
- Georg Gruber
- Uwe Christian Harrer
- Eugen Jesser
- Peter Marschik
- Franz Xaver Meyer
- Albert Mülleder
- Walter Nettig
- Oliver Stech[16]
- Walter Tautschnig
- Uwe Theimer

## Chartplatzierungen

### Alben
| Jahr | Titel                        | Höchstplatzierung, Gesamtwochen, AuszeichnungChartplatzierungen (Jahr, Titel, Platzierungen, Wochen, Auszeichnungen, Anmerkungen) | Höchstplatzierung, Gesamtwochen, AuszeichnungChartplatzierungen (Jahr, Titel, Platzierungen, Wochen, Auszeichnungen, Anmerkungen) | Anmerkungen                                                               |
| Jahr | Titel                        | DE | AT | Anmerkungen                                                               |
| ---- | ---------------------------- | --- | --- | ------------------------------------------------------------------------- |
| 1965 | Fröhliche Weihnacht überall  | DE19 (2 Wo.)DE | — |                                                                           |
| 2002 | Wiener Sängerknaben Goes Pop | — | AT35 (11 Wo.)AT |                                                                           |
| 2003 | Goes Christmas               | — | AT63 (2 Wo.)AT |                                                                           |
| 2014 | Stille Nacht, heilige Nacht  | — | AT58 (1 Wo.)AT |                                                                           |
| 2015 | Frohe Weihnachten            | — | AT12 (6 Wo.)AT |                                                                           |
| 2015 | Weihnachten * Christmas      | — | AT56 (2 Wo.)AT | phil Blech Wien / Piotr Beczala / Wiener Sängerknaben / Chorus Viennensis |
| 2018 | Strauss For Ever             | — | AT44 (1 Wo.)AT | mit Vienna Boys Choir                                                     |

grau schraffiert: keine Chartdaten aus diesem Jahr verfügbar

### Singles
| Jahr | Titel Album                 | Höchstplatzierung, Gesamtwochen, AuszeichnungChartplatzierungen (Jahr, Titel, Album, Platzierungen, Wochen, Auszeichnungen, Anmerkungen) | Höchstplatzierung, Gesamtwochen, AuszeichnungChartplatzierungen (Jahr, Titel, Album, Platzierungen, Wochen, Auszeichnungen, Anmerkungen) | Anmerkungen                                                         |
| Jahr | Titel Album                 | DE | AT | Anmerkungen                                                         |
| ---- | --------------------------- | --- | --- | ------------------------------------------------------------------- |
| 1963 | Stille Nacht, heilige Nacht | — | AT33 (5 Wo.)AT | Charteinstieg erst 2012                                             |
| 2007 | Wir sind Europa             | — | AT49 (2 Wo.)AT | mit Rainhard Fendrich, Andreas Ivanschitz, Marc Janko & Helge Payer |

grau schraffiert: keine Chartdaten aus diesem Jahr verfügbar